# Cambon
Cambon település Franciaországban, Tarn megyében. Lakosainak száma 2128 fő (2022. január 1.). Cambon Albi, Bellegarde-Marsal, Cunac, Fréjairolles és Saint-Juéry községekkel határos.

## Népesség
A település népességének változása:
| Lakosok száma | 2052 | 2123 | 2177 | 2121 | 2120 | 2128 | 2126 | 2129 | 2128 |
|               | 2013 | 2015 | 2016 | 2017 | 2018 | 2019 | 2020 | 2021 | 2022 |